# ولادیمیر ایساکوف
ولادیمیر ایساکوف (روسی: Владимир Вячеславович Исаков؛ زادهٔ ۲۸ فوریهٔ ۱۹۷۰) تیرانداز اهل روسیه است.